# 飯田徳治
飯田 徳治（いいだ とくじ、1924年4月6日 - 2000年6月19日）は、神奈川県横浜市出身のプロ野球選手（内野手、外野手、投手）・コーチ・監督、解説者。
シーズン154試合出場は杉山光平と 佐々木信也と共に日本タイ記録。パ・リーグ初のベストナイン（一塁手部門）も受賞している。
温厚な性格で「仏の徳さん」と呼ばれ親しまれた。

## 経歴

### プロ入りまで
浅野綜合中学校では1939年の第16回選抜中等学校野球大会に出場し、2回戦（初戦）で北神商業中学校に敗退する。卒業後は東京鉄道管理局に就職して野球部に入部し、エースで4番打者だったが社会人では一塁手へ転向し、同じく4番打者として活躍した。1942年の第16回都市対抗野球大会では2回戦で全京城に敗退するが、打率.556を記録して打撃賞を獲得した。第二次世界大戦による中断を挟んで行われた1946年の第17回都市対抗野球大会ではエースとして出場し、2回戦で中原宏（大日本土木野球部）と投げ合って3-4で惜敗する。実業団の若手の中で随一のプレーヤーだった。

### 現役時代
1947年に南海ホークス（同年6月に「グレートリング」から改称）へ入団し、開幕から5番・一塁手として起用されて規定打席（21位）にも到達した。同年には2試合のみ投手として登板している。チャンスに滅法強く、長打が欲しいところで打てる打撃と6年連続40盗塁を決める脚力を武器に中心選手として、南海の5度の優勝に貢献した。
1949年5月21日の対読売ジャイアンツ戦ではサヨナラ満塁本塁打を放っている。
1951年から1952年には3割前後の打率を残して打点王を獲得し、守備の負担軽減を目的に中堅手へコンバートされた1955年にはリーグ最多の163安打を放ってMVPを獲得した。安打数のみならず、143試合にフル出場したのが大きく評価されたと思われる。この頃の南海には、のちに「百万ドルの内野陣」と称される木塚忠助、蔭山和夫、岡本伊三美らが入団するが、その中でも飯田の守備が最も光ったと言われている。その理由としてワンバウンドの送球に対するグラブ捌きが挙げられ、戦前の名一塁手だった中河美芳の跡を継ぐ「タコ足二世」と呼ばれた。ショートバウンドの処理も抜群で、それまであまり問題にされなかった一塁の守りの重要性を、飯田のプレーによって認識させた。
1955年8月24日のトンボユニオンズ戦ではサイクル安打を達成する。
1956年には154試合にフル出場し、16補殺を記録してチームに大きく貢献した。同年のシーズンオフ、飯田は10年選手の権利を得たためにボーナスを要求したが、球団側は長打力を重視する方針から、衰えによって打撃より守備で貢献し始めている飯田に対してボーナスを支払う意思が無く、飯田はそのまま国鉄スワローズへ金銭トレードで移籍、ボーナス代わりに南海が国鉄から受け取った移籍金を受け取った。
1957年より一塁手に戻り、4番でありながら40盗塁を記録して、4番打者として史上初となる盗塁王を獲得するなど脆弱な打線を牽引する。
1958年5月24日の対阪神タイガース戦（阪神甲子園球場）での走塁中に二塁ベースで転倒してアキレス腱を断裂し、1948年9月12日（金星スターズ戦）以来継続していた連続試合出場記録は1246試合で止まった。この記録は、のちに衣笠祥雄（広島東洋カープ）によって破られるまで日本記録だった。なお、1951年における南海ホークスの公式試合数は104なのに対して飯田の出場試合数は「100」となっているが、これは開幕直前に飯田がパシフィック・リーグ選抜メンバーに選出されてハワイ州へ遠征したところ、帰国が遅れて3月31日の開幕戦に間に合わず、最終的に4試合を欠場したものが不可抗力で公休扱いになったためである。
1954年にも死球の影響から代走で出場したことが3試合あるが、現在の公認野球規則では連続試合出場を達成するには「1打席を完了させる」か「1イニングの初めから終わりまで守備に就かなくてはならず、代走だけでは記録は継続されないと規定されている。
1961年からはコーチ兼任となる。
1963年に通算2000試合出場まであと35試合、通算2000本安打まであと22本で現役を引退した。この年には1歳下の関口清治（当時阪急）が現役を引退したことにより、公表上においては関口共々最後の大正生まれの球界現役選手となった（ただし、前者については近鉄・関根潤三が現役を続行していたが、諸事情により、昭和生まれとなっている。詳細は当該項目を参照）。

### 引退後
現役引退後は国鉄→サンケイでヘッドコーチ（1964年 - 1965年）、監督（1966年 - 1967年）を務めた。
コーチ在任中の1965年3月27日に横浜公園平和野球場で行われた古巣・南海とのオープン戦で、「10年選手制度」に基づく引退試合を実施した。当時のオープン戦での入場者数は約2000人程度だったが当日は6000人を超え、フジテレビでも中継された。飯田は途中から一塁手として出場して勝ち越しの三塁打を放っている。引退試合で安打を放っているのは国鉄では飯田のみで、2ボール2ストライクから投手の皆川睦雄が投じた球を捕手の野村克也が「今のはボールです」と口にして審判も「ボール」をコールし、その次を安打にしたという。
1965年シーズンオフ、サンケイ球団は来季の新監督として南海を退団した鶴岡一人を招聘した。同じタイミングで東京オリオンズオーナーの永田雅一も鶴岡を招聘しており、サンケイは球団社長の水野成夫が大阪へ出向いて就任を要請したが、南海の後任監督だった蔭山和夫が就任から僅か4日後に急死する事態に陥り、鶴岡の南海復帰が決定した。これによってサンケイはヘッドコーチの飯田の監督昇格を決め、鶴岡はかつて都市対抗野球で飯田と対戦した中原を、「百万ドルの内野陣」の一人である岡本と共にサンケイへ移籍させている。「仏の徳さん」と言われた温厚な性格をあえて鬼にし、特に読売ジャイアンツ戦では力を入れて戦ったものの戦力不足は顕著だった。それでも、1966年に球団史上初の外国人選手だったルー・ジャクソンが三拍子そろった活躍を見せると、セ・リーグ最多登板の鈴木皖武が「巨人キラー」ぶりを発揮し、開幕から4連勝をマークした。同年は8勝を挙げたがそのうちの5勝が巨人からで、ファンの人気を集めた。鈴木のほかには村田元一・佐藤進・石戸四六など投手陣は大活躍の一方で打線の援護が乏しく、主砲・豊田泰光は前半の24試合に出場したのみで夏場以降は完全に姿を消してしまった。同年のドラフトでは奥柿幸雄・加藤俊夫・武上四郎・浅野啓司を獲得し、新外国人選手としてデーブ・ロバーツ、トレードで西鉄ライオンズから城戸則文、近鉄バファローズから山本八郎をそれぞれ獲得した。昨年まで主力選手だった丸山完二、福富邦夫、徳武定之、小淵泰輔、高山忠克などが控えに回ったことで選手層が厚くなり、飯田も「選手らが計画通りに働けば。心配なのは投手力だが、5点取られても6点取るチームになりそうだ」と述べた。
しかし、主砲・ジャクソンが4月15日に股関節の故障で離脱すると山本が極度のスランプに陥り、4月を2勝13敗と大きく負け越す。その後も戦力を立て直すことが出来ず、5月23日からは飯田が休養となり中原が監督代行を務めた。飯田は7月11日の対巨人戦から再び指揮を執るが、対広島戦で19勝と大きく勝ち越したのに対して対巨人戦で3勝23敗と大きく負け越したことが原因で、最下位こそ免れたものの5位に終わった。ロバーツとジャクソンが共に28本塁打を放ち、新人の武上が1番打者に定着して新人王を獲得したほか、浅野は8勝10敗と負け越したものの150イニングを投げるなどチームに貢献した。ただ、徳武の連続試合出場（6年間で821試合）の記録に飯田は特に気を使っており、徳武が不振に陥っても代打で起用するなど記録の更新に協力的な立場を示していた。こうした温情が飯田の知らぬ間にチーム内の「ぬるま湯体質」へ繋がっていき、さらに徳武の守備の悪さについて投手陣を中心に不満の声が上がり始め、堅実な守備を武器としていた城戸の起用を望んでいた。こうした声を受けた飯田は4月11日の対広島戦で城戸を起用し、ついに徳武に出場機会が訪れることは無かった。
1968年にはヘッドコーチとして古巣・南海に復帰し、1969年には鶴岡の勇退を受けて監督に就任したが、皆川睦男がオープン戦で右手人差指を骨折、さらに野村克也がシーズン中に二度も大怪我を負うなど故障者が続出し、個人成績においても打撃陣では前年まで7年連続二冠王の主砲野村が打率.245、22本塁打、52打点と例年の半分程度の成績。投手陣も前年31勝の皆川が5勝止まりで、チーム内最多勝の西岡三四郎でも10勝と低迷。そのため6月には球団ワースト記録の15連敗（当時のパリーグ記録）を喫した。島野育夫が左翼手のレギュラーの座をつかんだ。飯田もこうしたチームの苦境に手をこまねいていたわけではなく、尾張久次スコアラーに「なんとか打開策を考えてくれませんか。私に勝つためのヒントをください」と頼み込み、試合開始前に尾張と二人で監督室に籠ってデータを分析し、相談しながら作戦を組み立てたが、大量の怪我人による戦力の穴を埋めることはできず、南海は戦後初の最下位に終わり、飯田はプロ野球史上初となる「両リーグで最下位になった監督」となった。飯田は最下位の責任を取り球団の慰留を断って一年限りで辞任し、後任には野村が選手兼任監督として就任した。
辞任後はNETテレビ→テレビ朝日解説者を務める傍ら、横浜駅地下街で喫茶店「コーヒー23」を長く経営し、駅ビル商店会の良き相談役であった。現役時代の背番号に因んだ店名で、ジャズが流れる静かで上品な店は、2010年に閉店するまで、多くの市民に愛された。1981年に野球殿堂入りを果たし、2000年6月19日に心筋梗塞のため死去、76歳没。

## 詳細情報

### 年度別打撃成績
| 年 度      | 球 団      | 試 合 | 打 席 | 打 数 | 得 点 | 安 打 | 二 塁 打 | 三 塁 打 | 本 塁 打 | 塁 打 | 打 点 | 盗 塁 | 盗 塁 死 | 犠 打 | 犠 飛 | 四 球 | 敬 遠 | 死 球 | 三 振 | 併 殺 打 | 打 率 | 出 塁 率 | 長 打 率 | O P S |
| ---------- | ---------- | ----- | ----- | ----- | ----- | ----- | -------- | -------- | -------- | ----- | ----- | ----- | -------- | ----- | ----- | ----- | ----- | ----- | ----- | -------- | ----- | -------- | -------- | ----- |
| 1947       | 南海       | 94    | 371   | 336   | 35    | 85    | 15       | 3        | 4        | 118   | 31    | 12    | 12       | 1     | --    | 31    | --    | 3     | 22    | --       | .253  | .322     | .351     | .673  |
| 1948       | 南海       | 138   | 575   | 532   | 71    | 149   | 30       | 4        | 14       | 229   | 92    | 16    | 11       | 0     | --    | 42    | --    | 1     | 38    | --       | .280  | .334     | .430     | .764  |
| 1949       | 南海       | 135   | 596   | 537   | 103   | 173   | 31       | 3        | 27       | 291   | 101   | 21    | 6        | 0     | --    | 59    | --    | 0     | 38    | --       | .322  | .389     | .542     | .931  |
| 1950       | 南海       | 120   | 538   | 462   | 90    | 151   | 33       | 6        | 23       | 265   | 97    | 30    | 12       | 0     | --    | 74    | --    | 2     | 41    | 11       | .327  | .422     | .574     | .996  |
| 1951       | 南海       | 100   | 441   | 402   | 63    | 119   | 20       | 4        | 15       | 192   | 87    | 19    | 8        | 0     | --    | 38    | --    | 1     | 33    | 11       | .296  | .358     | .478     | .836  |
| 1952       | 南海       | 121   | 531   | 473   | 100   | 153   | 29       | 4        | 18       | 244   | 86    | 40    | 13       | 0     | --    | 55    | --    | 2     | 49    | 5        | .323  | .396     | .516     | .912  |
| 1953       | 南海       | 120   | 525   | 466   | 91    | 138   | 36       | 4        | 12       | 218   | 73    | 48    | 13       | 2     | --    | 57    | --    | 0     | 34    | 10       | .296  | .373     | .468     | .841  |
| 1954       | 南海       | 140   | 550   | 473   | 83    | 133   | 17       | 3        | 18       | 210   | 74    | 48    | 22       | 3     | 6     | 67    | --    | 1     | 41    | 13       | .281  | .372     | .444     | .816  |
| 1955       | 南海       | 143   | 610   | 525   | 79    | 163   | 21       | 5        | 14       | 236   | 75    | 42    | 18       | 3     | 8     | 72    | 2     | 2     | 47    | 5        | .310  | .396     | .450     | .845  |
| 1956       | 南海       | 154   | 657   | 579   | 76    | 146   | 27       | 9        | 6        | 209   | 62    | 45    | 8        | 5     | 8     | 64    | 3     | 1     | 63    | 18       | .252  | .328     | .361     | .689  |
| 1957       | 国鉄       | 130   | 542   | 492   | 67    | 144   | 20       | 7        | 9        | 205   | 39    | 40    | 13       | 3     | 3     | 40    | 1     | 4     | 51    | 10       | .293  | .351     | .417     | .767  |
| 1958       | 国鉄       | 38    | 154   | 143   | 12    | 35    | 2        | 4        | 2        | 51    | 13    | 4     | 5        | 1     | 1     | 9     | 0     | 0     | 22    | 0        | .245  | .289     | .357     | .646  |
| 1959       | 国鉄       | 127   | 486   | 442   | 52    | 131   | 25       | 7        | 4        | 182   | 29    | 10    | 9        | 4     | 2     | 38    | 1     | 0     | 43    | 7        | .296  | .352     | .412     | .764  |
| 1960       | 国鉄       | 127   | 459   | 419   | 46    | 114   | 13       | 3        | 7        | 154   | 40    | 7     | 3        | 1     | 1     | 37    | 3     | 1     | 61    | 12       | .272  | .333     | .368     | .700  |
| 1961       | 国鉄       | 130   | 520   | 465   | 40    | 107   | 14       | 1        | 8        | 147   | 51    | 7     | 6        | 14    | 2     | 38    | 0     | 1     | 61    | 11       | .230  | .290     | .316     | .606  |
| 1962       | 国鉄       | 63    | 120   | 109   | 4     | 13    | 2        | 0        | 1        | 18    | 5     | 1     | 1        | 3     | 1     | 6     | 0     | 1     | 29    | 7        | .119  | .172     | .165     | .338  |
| 1963       | 国鉄       | 85    | 124   | 115   | 7     | 24    | 5        | 0        | 1        | 32    | 14    | 0     | 1        | 2     | 1     | 6     | 0     | 0     | 18    | 0        | .209  | .248     | .278     | .526  |
| 通算：17年 | 通算：17年 | 1965  | 7799  | 6970  | 1019  | 1978  | 340      | 67       | 183      | 3001  | 969   | 390   | 161      | 42    | 33    | 733   | 10    | 20    | 691   | 120      | .284  | .354     | .431     | .784  |

- 各年度の太字はリーグ最高、赤太字はNPBにおける歴代最高

### 年度別投手成績
| 年 度     | 球 団     | 登 板 | 先 発 | 完 投 | 完 封 | 無 四 球 | 勝 利 | 敗 戦 | セ 丨 ブ | ホ 丨 ル ド | 勝 率 | 打 者 | 投 球 回 | 被 安 打 | 被 本 塁 打 | 与 四 球 | 敬 遠 | 与 死 球 | 奪 三 振 | 暴 投 | ボ 丨 ク | 失 点 | 自 責 点 | 防 御 率 | W H I P |
| --------- | --------- | ----- | ----- | ----- | ----- | -------- | ----- | ----- | -------- | ----------- | ----- | ----- | -------- | -------- | ----------- | -------- | ----- | -------- | -------- | ----- | -------- | ----- | -------- | -------- | ------- |
| 1947      | 南海      | 2     | 0     | 0     | 0     | 0        | 0     | 0     | --       | --          | ----  | 18    | 4.0      | 4        | 0           | 2        | --    | 0        | 3        | 1     | 0        | 2     | 1        | 2.25     | 1.50    |
| 通算：1年 | 通算：1年 | 2     | 0     | 0     | 0     | 0        | 0     | 0     | --       | --          | ----  | 18    | 4.0      | 4        | 0           | 2        | --    | 0        | 3        | 1     | 0        | 2     | 1        | 2.25     | 1.50    |

### 年度別監督成績
| 年度      | 年度      | チーム    | 順位      | 試合 | 勝利 | 敗戦 | 引分 | 勝率 | ゲーム差   | チーム 本塁打 | チーム 打率 | チーム 防御率 | 年齢       |
| --------- | --------- | --------- | --------- | ---- | ---- | ---- | ---- | ---- | ---------- | ------------- | ----------- | ------------- | ---------- |
| 1966年    | 昭和41年  | サンケイ  | 5位       | 135  | 52   | 78   | 5    | .400 | 37.0       | 86            | .214        | 3.16          | 42歳       |
| 1967年    | 昭和42年  | サンケイ  | 5位       | 106  | 42   | 60   | 4    | .412 | 26.0       | 120           | .240        | 3.68          | 43歳       |
| 1969年    | 昭和44年  | 南海      | 6位       | 130  | 50   | 76   | 4    | .397 | 26.0       | 85            | .241        | 3.56          | 45歳       |
| 通算：3年 | 通算：3年 | 通算：3年 | 通算：3年 | 371  | 144  | 214  | 13   | .402 | Bクラス3回 | Bクラス3回    | Bクラス3回  | Bクラス3回    | Bクラス3回 |

※1967年、休養期間の29試合（16勝12敗1分）は通算成績に含まない。監督代行は中原宏。

### タイトル
- 打点王：2回 （1951年 - 1952年）
- 盗塁王：1回 （1957年）
- 最多安打：2回 （1952年、1955年） ※当時連盟表彰なし、1994年より表彰

### 表彰
- 最高殊勲選手（MVP）：1回 （1955年）
- ベストナイン：5回 （一塁手部門：1950年 - 1953年 外野手部門：1955年）※1950年は一塁手部門でのパ・リーグ史上初の受賞
- 野球殿堂競技者表彰 （1981年）
- オールスターゲームMVP：1回 （1953年 第1戦）
- 日本シリーズ首位打者賞：1回 （1955年）

### 記録
節目の記録
- 1000試合出場：1955年5月15日 ※史上31人目

その他の記録
- サイクルヒット：1回 （1955年8月24日、対トンボユニオンズ戦、川崎球場） ※史上12人目
- 1246試合連続出場 （1948年9月12日 - 1958年5月24日）※この内、1078試合はホークス球団記録
- シーズン試合出場：154試合 （1956年） ※史上最多（杉山光平、佐々木信也と共に記録）[21]
- オールスターゲーム出場：9回 （1951年 - 1957年、1959年、1960年）

### 背番号
- 23 （1947年 - 1969年）